# 鐵犁壁
铁犁壁，为铁犁构件，又称为犁铣、鐴土。
铁犁壁出现在西汉时期关中地区。安装在铁铧上，耕地时用于翻土成垄。铁犁壁把犁地与起垄两道工序合为一次完成，提高了耕作效率。它的形制包括向一侧翻土的菱形犁壁和板瓦形犁壁，还有向左右两侧翻土的马鞍形犁壁。